# Michael Jonzon

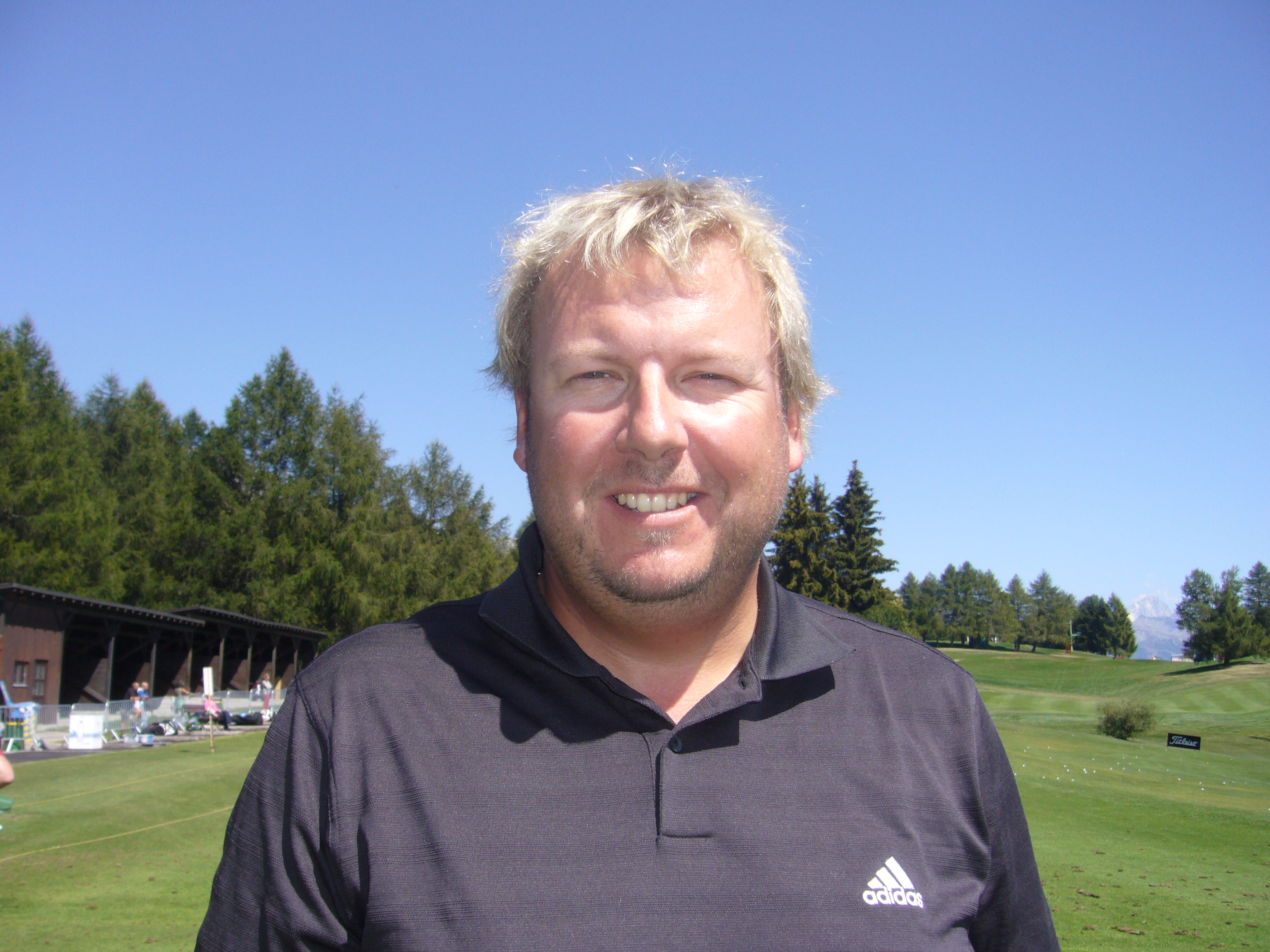
2009

Michael Jonzon, född 21 april 1972, är en svensk golfspelare från Lerdala, numera boende i Skövde. 
Han blev proffs 1991. Han har vunnit två segrar på Europatouren, Portuguese Open 1997 och Castelló Masters 2009.

## Meriter

### Segrar på Europatouren
- 1997: Portugees Open
- 2009: Castelló Masters Costa Azahur, Rolex Trophy

### Segrar på Challenge Tour
- 2003: Galeria Kaufhof Pokal Challenge op de Rittergut Birkhof Golf Club in Duitsland

### Övriga proffssegrar
- 1993: Sundvall Open
- 1994: Kinnaborg Open
- 2006: Rosén Open

## Teams
- 1997: Open Novotel Perrier (met Anders Forsbrand)